# 干扰箔

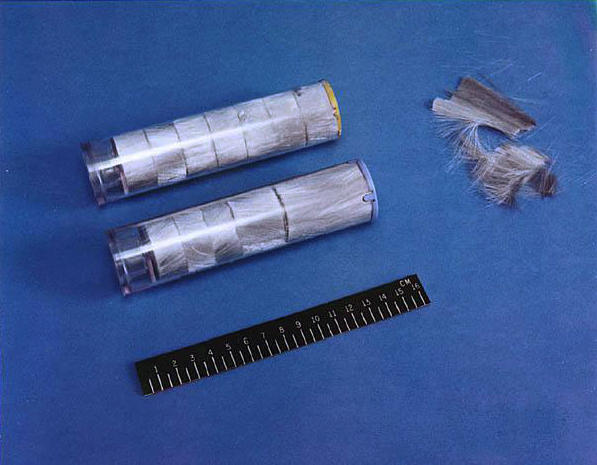
现代美国海军RR-144 (上) 与RR-129 (下) 箔条弹

干扰箔，又稱干擾絲，是一种雷达对抗设备，是通过由飞机或其他载具扔下一片细细的铝、金属玻璃丝或是金属化塑膠片制成的细片，来形成類似云的大量信号回波。

## 歷史
干扰箔的概念最早由英国、德国和美国分别提出。在二战时，英国科研机关一开始称为窗式设备而在纳粹德国空军方面被称为都贝尔（Düppel），得名自研究机关所在的柏林一个郊区。
越戰時期美軍將箔片應用在軍用機身上，令敵人雷達導引的空對空或地對空導彈失效而脫靶。現在已經是現代戰鬥機身上，與熱誘餌彈一起作為主要反制導彈的裝備。戰艦也有裝備箔片噴射裝置以反制對艦導彈。